# Gigantione pikei
Gigantione pikei är en kräftdjursart som beskrevs av Page 1985. Gigantione pikei ingår i släktet Gigantione och familjen Bopyridae.
Artens utbredningsområde är havet kring Nya Zeeland. Inga underarter finns listade i Catalogue of Life.